# ワクデ島
ワクデ島（ワクデとう、Wakde）は、インドネシアの島。パプア州の一部であり、パンタイ・ティムールとトア・アタスの間に位置する。
第二次世界大戦中の1942年4月に日本軍によって占領され、航空基地として使用された。1944年5月にアメリカ軍が上陸し、飛行場を使用した。2005年9月、日本軍兵士とパプア人の遺体が無人島の洞穴で発見された。
島はパプア島北部海岸から2マイル、トア川の近くに位置する。